# 座標軸
座標軸（ざひょうじく: axis）は、座標系において導入される各次元の成分を示す為の数直線であり、複素数を表したり、平面もしくは空間における方向や位置を説明づける（記事 座標に詳しい）。直交座標系では座標軸の交わる角度は90度であるが、それ以外の座標系では任意の角度である。また、曲線座標系においては座標軸も曲線で表される。

## 複素平面の場合
複素数α=a+bi　をベクトルとみなして複素平面で表す場合、一般にはx軸を実軸、y軸を虚軸とする。すなわちx軸が複素数の実数成分を表し、y軸が虚数成分を表す。このとき、複素平面上に表された複素数の加法、減法、定数倍は対応する位置ベクトルの加法、減法、定数倍のベクトル演算に相当する。

## 座標平面の場合
2つの数の組（x,y）を座標で表す場合、その点は平面上の点に対応付けられる。そしてその平面を座標平面と呼ぶ。座標平面上の座標軸は2本の直線で示されるが、通常、直交座標系では横軸をx軸、縦軸をy軸にとる場合が大半である。また、上がy座標が大きくなるように配置した場合、x座標は左に向けて大きくなるようにも、右に向けて大きくなるようにも配置しうるが、通常は右に向けてx座標が大きくなるように配置する。
座標平面で関数f(x,y)を表現し、その関数を表す曲線（ないしは直線）と座標軸との交点が存在する場合、原点からx軸上の交点までをx切片と呼ぶ。そして、同じくy軸上の交点までをy切片と呼ぶ。高校数学までは関数はy=f(x)の陽関数の形式で表現される為、x切片は関数の値を意味しないので、y切片を単に切片と呼び表すことが多い。
座標平面上において、(x,y)の正負に基づいて象限が定義される。ただし、軸上の点は象限に含まない。
| 象限  | xが負   | xが正   |
| ----- | ------- | ------- |
| yが正 | 第2象限 | 第1象限 |
| yが負 | 第3象限 | 第4象限 |

## 座標空間の場合
3つの数の組（x,y,z）を座標で表す場合、その点は空間内の点に対応付けられる。そしてその空間を座標空間と呼ぶ。通常、直交座標系では直交するx軸, y軸, z軸の3軸を用いる。座標空間はx軸, y軸, z軸の向きにより、右手系と左手系と2つの表現方法が存在する。

## 時空間
上に加えてt軸（時間）を用いることもある。